# Zaouia d'Ifrane
La Zaouia d'Ifrane est un village situé dans le Moyen Atlas, au Maroc. Il mérite une attention particulière pour sa mise en valeur sur un plan de création d'infrastructure écotouristique.
La localité tire son nom de la zaouia établie près du village par le marabout Sidi M'hammed Ou-Boubker.

## Situation géographique
La Zaouia d'Ifrane est située à 25 km au sud d'Azrou, dans la province d'Ifrane, sur la rivière Had Oued Ifrane, sur un modèle géomorphologique représentant les caractères de la causse moyen atlassique avec une alternance de plateaux et de falaises, dans un environnement forestier varié à prédominance de cédraie et de chênaies.

## Histoire
La Zaouia d'Ifrane fut construite progressivement autour du tombeau du marabout Sidi M'hammed Ou-Boubker, au pied d'une falaise karstique caractéristique du facteur érosif des roches durant le tertiaire, ce qui explique la présence des grottes, d'où l'appellation Ifrane, mot qui signifie "grottes" en berbère.
Pendant l’ère du protectorat français, la Zaouia d'Ifrane devint un site relevant du parc national d'Ifrane .